# Jakob Jež
Jakob Jež, slovenski skladatelj, * 23. november 1928, Boštanj - 8. marec 2022.

## Življenjepis
Jakob Jež se je rodil 23. novembra 1928 v Boštanju. Leta 1954 je diplomiral na Akademiji za glasbo v Ljubljani na Oddelku za glasbeno zgodovino, za svoj strokovni izpit leta 1959 pa je izbral temo: Mladostna leta Marija Kogoja, revizija del iz Kogojeve glasbene zapuščine. Kogojevo delo ga je tekom življenja spremljalo kot raziskovalca, zbiralca njegovih skladb, nekatere je tudi revidiral ali združeval osnutke in jih dopolnjeval v celovite skladbe (predvsem samospeve in klavirske skladbe). Kogojeva glasba je vplivala tudi na njegov lasten kompozicijski razvoj.
Diplome iz kompozicije Jež sicer nima, vendar se je kompozicije učil pri Marijanu Lipovšku in Karolu Pahorju. Njegov glasbeni slog Leksikon jugoslavenske muzike opiše: »S sprejetjem nekaterih sodobnih kompozicijskih postopkov je [Jež] ustvaril svojstveno glasbeno govorico, izpolnjeno z intimno ekspresivnostjo, z razvitim smislom za barvo, liriko in ohlapne strukture – moderno in sodobno govorico, vendar ne tudi nerazumljivo agresivno.«
Jež je mnogo let deloval kot pedagog, najprej na glasbeni šoli in nižji gimnaziji, nato na Srednji glasbeni in baletni šoli v Ljubljani (1955-1970), od leta 1992 do upokojitve pa je bil redni profesor glasbene vzgoje na Pedagoški fakulteti v Ljubljani. V letih 1960-65 je bil član skladateljske skupine Pro musica viva, druženje z drugimi somišljeniki je nanj pozitivno vplivalo v smislu iskanja estetike v svojem ustvarjanju.
Mnogo let je deloval kot glavni in odgovorni urednik glasbene revije Grlica (1968-1988) in Naši zbori (1991-1998) med letoma 1967 in 1970 pa je bil tudi urednik biltena Skladatelj, ki ga je izdajalo Društvo slovenskih skladateljev. Za svoje delo je prejel več nagrad, za kantato Do fraig amors prvo nagrado zveznega radia in nagrado Prešernovega sklada, leta 1991 je prejel Prešernovo nagrado za življenjsko skladateljsko delo, leta 2004 Kozinovo nagrado za zaokrožen zborovski opus, ki jo podeljuje Društvo slovenskih skladateljev, leta 2017 pa tudi Župančičevo nagrado Mestne občine Ljubljana za življenjsko delo.
Njegova hči je skladateljica Brina Jež-Brezavšček, vnukinji flavtistki Anja Clift in Maruša Brezavšček.